# Veto (czasopismo)
VETO – Tygodnik Każdego Konsumenta – polski tygodnik ukazujący się w latach 1982–1995, zajmujący się m.in. rynkiem konsumenckim i szeroko rozumianą publicystyką. Siedziba redakcji znajdowała się w Warszawie.

## Redaktorzy naczelni
- Andrzej Nałęcz-Jawecki (1982–1989)
- Zdzisław Kraśnicki (1989–1995)[1]

## Autorzy współpracujący z Veto
- Marek Goliszewski
- Elżbieta Junosza-Stępkowska
- Franciszek Klimek
- Małgorzata Malicka
- Artur Nadolski
- SKORPION (pseudonim)
- Henryk Zwoleń
- Mirosław Żuławnik
- Zenon Żyburtowicz (fotograf)

Jednym z charakterystycznych elementów tygodnika były rysunki Jarosława Dubackiego „Yarsa”.
Tygodnik zainicjował lub konsekwentnie popierał takie inicjatywy jak:
- Konsumencki Krąg „Veto”, piętnujący nieprawidłowości i braki w zakresie usług i handlu,
- w latach 1983–1990 ostatnia strona informowała o ruchu naturystycznym, zalążkach Polskiego Towarzystwa Naturystycznego i jego prezesie, Sylwestrze Marczaku.